# Dapsilitas bicolor
Dapsilitas bicolor is een insect dat behoort tot de orde vliesvleugeligen (Hymenoptera) en de familie van de schildwespen (Braconidae). De wetenschappelijke naam van de soort werd voor het eerst geldig gepubliceerd door Braet, Barbalho & van Achterberg in 2003.